# Maurice Sachs
Maurice Sachs (geboren Maurice Ettinghausen, Parijs 1906 – Duitsland, 14 april 1945) was een Frans schrijver en kunsthandelaar.
In Nederland nam de belangstelling voor de figuur van Sachs sterk toe na het verschijnen van De Bastaard van Violette Leduc (waarin Sachs voorkomt als middelpunt en motor van een aantal schandalen) en zijn autobiografie “De heksensabbat” (1946, een aaneenschakeling van vreemde avonturen en belevenissen uit de periode 1920-1940).
Sachs kende iedereen: de filosoof Maritain, de homoseksuele schrijvers Cocteau, Gide, Proust, politici, - hij schreef een boek over Thorez -, schilders, fotografen, journalisten, uitgevers, alle vips van zijn tijd, berucht - en beroemdheden uit de onderwereld en uit de wereld van de prostitutie.
Zelf schreef hij ooit dat hij zijn hele leven één groot schandaal vond. Als Jood collaboreerde Sachs eerst met de nazi's (hij bedroog Joden die naar de niet bezette zone wilden ontsnappen), werd niettemin in 1943 door de Gestapo opgesloten en 14 april 1945 na een verschrikkelijke dodenmars in de omgeving van Hamburg door een Vlaamse SS'er vermoord. Zijn lichaam is nooit teruggevonden. Lange tijd deden geruchten de ronde dat hij nog zou leven. Lange tijd deed ook het verhaal de ronde dat hij aan de honden zou zijn gevoerd.

## Publicaties
- Le Sabbat: Souvenirs d'une Jeunesse orageuse (1946, Corrêa, Parijs); vertaald als Heksensabbat, verslag van een ondraaglijk leven, Privé-domein #7.
- La Chasse à Courre (1949, Gallimard, Parijs).